# Trenton (Kentucky)
Trenton es una ciudad ubicada en el condado de Todd en el estado estadounidense de Kentucky. En el Censo de 2010 tenía una población de 384 habitantes y una densidad poblacional de 268,11 personas por km².

## Geografía
Trenton se encuentra ubicada en las coordenadas 36°43′22″N 87°15′48″O / 36.72278, -87.26333. Según la Oficina del Censo de los Estados Unidos, Trenton tiene una superficie total de 1.43 km², de la cual 1.43 km² corresponden a tierra firme y (0.18%) 0 km² es agua.

## Demografía
Según el censo de 2010, había 384 personas residiendo en Trenton. La densidad de población era de 268,11 hab./km². De los 384 habitantes, Trenton estaba compuesto por el 84.38% blancos, el 11.46% eran afroamericanos, el 0.52% eran amerindios, el 0% eran asiáticos, el 0.26% eran isleños del Pacífico, el 0.26% eran de otras razas y el 3.13% pertenecían a dos o más razas. Del total de la población el 1.3% eran hispanos o latinos de cualquier raza.